# Comuna de Rogowo
Rogowo (polaco: Gmina Rogowo) é uma gminy (comuna) na Polónia, na voivodia de Cujávia-Pomerânia e no condado de Żniński. A sede do condado é a cidade de Rogowo.
De acordo com os censos de 2004, a comuna tem 6879 habitantes, com uma densidade 38,5 hab/km².

## Área
Estende-se por uma área de 178,56 km², incluindo:
- área agricola: 60%
- área florestal: 33%

## Demografia
Dados de 30 de Junho 2004:
|                      | Total   | Total | Mulheres | Mulheres | Homens  | Homens |
| -------------------- | ------- | ----- | -------- | -------- | ------- | ------ |
|                      | pessoas | %     | pessoas  | %        | pessoas | %      |
| População            | 6879    | 100   | 3484     | 50,6     | 3395    | 49,4   |
| Densidade (pop./km²) | 38,5    | 100   | 19,5     | 19,5     | 19      | 19     |

De acordo com dados de 2002, o rendimento médio per capita ascendia a 1475,74 zł.

## Subdivisões
- Budzisław, Cegielnia, Cotoń, Czewujewo, Gałęzewo, Gościeszyn, Grochowiska Księże, Grochowiska Szlacheckie, Izdebno, Lubcz, Mięcierzyn, Niedźwiady, Recz, Rogowo, Ryszewo, Rzym, Skórki, Wiewiórczyn, Zalesie, Złotniki.

## Comunas vizinhas
- Gąsawa, Gniezno, Janowiec Wielkopolski, Mieleszyn, Mogilno, Trzemeszno, Żnin